# Rhamphomyia crassirostris
Rhamphomyia crassirostris är en tvåvingeart som först beskrevs av Fallen 1816.  Rhamphomyia crassirostris ingår i släktet Rhamphomyia och familjen dansflugor. Arten är reproducerande i Sverige. Inga underarter finns listade i Catalogue of Life.